# Oskar Schloss
Oskar Schloss (* 3. Oktober 1881 in Trier; † 12. Februar 1945 in Basel) war zunächst Weinhändler, dann Verleger buddhistischer Schriften. Etwa 1915 verlegte er seinen Wohnsitz nach Neubiberg bei München. Seinen dort residierenden Verlag bezeichnete er im Vorwort seines Verlagskatalogs von 1924 als den eigentlichen Mittelpunkt der buddhistischen Literatur in den deutschsprechenden Ländern. 1929 verlegte er seinen Wohnsitz in die Schweiz. In Basel baute er eine Buch- und Kunsthandlung auf, aus der die Fondation Beyeler hervorging.

## Leben

### Weinhändler, Hinwendung zum Buddhismus, Verleger
Der Vater von Oskar Schloss besaß eine Weinhandlung, er starb bereits 1896. Der 14-jährige Sohn musste bald danach seine Schulbildung beenden und Kaufmann lernen, er wurde Reisender für die von seinen älteren Brüdern weitergeführte Weinhandlung, später auch für einen befreundeten Spirituosenhersteller aus Trier. Diese Tätigkeit füllte ihn jedoch nicht aus, er war an Literatur und Musik interessiert, auf seinen Reisen besuchte er Theater und Opernhäuser.
Oskar Schloss wuchs als frommer Jude auf, die Familie rechnete sich dem konservativen Judentum zu. Ausgelöst durch die Lektüre Arthur Schopenhauers, dessen Schrift Die Welt als Wille und Vorstellung das Schlüsseldokument für den Buddhismus in Deutschland ist, wandte er sich ab etwa 1910 dem Buddhismus zu. Er gehörte 1912 zu den Gründungsmitgliedern des Bund für buddhistisches Leben, deren Mitglieder ihr Leben nach buddhistischen Ideen führen wollten (im Gegensatz zu anderen wissenschaftlichen Vereinigungen, die Buddhismus als Ethik, Philosophie, oder Erkenntnismodell verstanden), und wurde dessen Geschäftsführer. Er gründete mit Sitz in Trier den Verlag der Zeitschrift für Buddhismus, in dem das Organ des Bundes für buddhistisches Leben, die Zeitschrift für Buddhismus verlegt wurde. Eine erste Probeausgabe erschien 1913 mit der hohen Auflage von 6.000 Exemplaren und umfasste 58 Seiten. Die Zeitschrift war praktisch, nicht wissenschaftlich ausgerichtet. Sie sollte buddhistische Texte verbreiten und der Orientierung dienen, indem die Erfahrungen der Anhänger reflektiert wurden. 1914 erschienen als erster Jahrgang bis Juli/August vier Doppelhefte, nach Kriegsbeginn wurde die die Zeitschrift zunächst eingestellt.
Nach einem Nervenzusammenbruch im Juni 1914 beschloss er, der Vegetarier und abstinent war, die geschäftlich erfolgreiche, im buddhistischen Sinn aber wenig tugendhafte Tätigkeit als Verkäufer für Wein und Spirituosen einzustellen. Er ließ sich seinen Anteil an der ererbten Weinhandlung von seinen Geschwistern auszahlen. Um 1915 verlegte er seinen Wohnsitz nach Neubiberg und kaufte dort ein großes Grundstück mit Haus. Während des Ersten Weltkriegs nutzte er das Grundstück landwirtschaftlich.
1917 wurde er als einfacher Soldat zum Landsturm eingezogen, wegen eines Nervenzusammenbruchs aber ohne Einsatz wieder entlassen.

### Buchhändler und Verleger in Neubiberg
1922 gründete er in Neubiberg eine Versandbuchhandlung und belieferte ca. 700 europäische Bibliotheken, Universitätsinstitute und Institutionen, denen er Fachliteratur verkaufte. Hauptsächlich vertrieb er Werke der Kunst und Kunstwissenschaft.
Ende 1919 wurde der Bund für buddhistisches Leben wiederbelebt, wieder mit Oskar Schloss als Geschäftsführer. Die Zeitschrift für buddhistisches Leben erschien 1920 im 2. Jahrgang, der Verlag hatte nun seinen Sitz in Neubiberg.
Der Bestand und die Rechte des Verlags des buddhistischen Autors und Verlegers Walter Markgraf (gef. 1915) gingen über den Buddhistischen Verlag von Hugo Vollrath bis 1922 an den Verlag von Oskar Schloss über.
1922 firmierte Oskar Schloss den Verlag der Zeitschrift für Buddhismus um in Oskar Schloss Verlag. Der Verlag war ein Zuschussgeschäft, finanziert durch die Einnahmen aus der Versandbuchhandlung. Der Verlagskatalog von 1924 ist 113 Seiten stark, fünfeinhalb Seiten umfasst die Liste der Autoren, dazu gehören u. a. die Buddhisten Karl Eugen Neumann, Georg Grimm, Friedrich Zimmermann (Subhadra Bhikschu), Nyanatiloka, Silacara, Dhammanusari (Novizenname von Walter Markgraf), Paul Dahlke, Karl Seidenstücker, Karl Strünckmann, und der Sprachwissenschaftler und Indologe Wilhelm Geiger. Der Verlag beschäftigte außer Oskar Schloss mindestens drei weitere Mitarbeiter.
Oskar Schloss brachte auch einige durch den Ersten Weltkrieg unterbrochene Projekte zum Abschluss. Insbesondere sind dies Übersetzungen der Quellen des Pali-Kanons des Theravada aus dem Pali. Der umfangreichste Text der Lehrreden des Buddha, die Anguttara-Nikaya, umfasste in der Übersetzung von Nyanatiloka annähernd 2.000 Druckseiten. Außerdem stieß er neue Projekte an, so die Übersetzung des Samyutta-Nikaya, sowie eine neue Übersetzung von Texten aus dem Pali-Kanon, von der 5.000 Exemplare aufgelegt wurden.
Mitte der 1920er Jahre kam es zu einer Krise in der buddhistischen Bewegung mit polemischen Kontroversen und Spaltungen, was Oskar Schloss schwer traf. 1927 verkaufte er den Verlag mit allen Rechten.
Wohl beeinflusst durch die Erfahrung der Inflation, und um seine finanzielle Unabhängigkeit zu wahren, ließ er bis 1927 mehrere Wohnhäuser auf dem östlichen Teil seines Grundstücks errichten. Sie wurden teils vermietet, bis Ende 1940 alle verkauft.
Großzügigkeit zeichnete Oskar Schloss aus. Er galt in ganz Neubiberg und Umgebung als sehr reich und wurde demzufolge auch von ‚Hinz und Kunz' und allen möglichen Individuen gehörig angepumpt und ausgenutzt. Er war geradezu ‚verschrien‘ - stets zu helfen.

### Aufenthalt in der Schweiz
Nach einem Unfall wurde er 1928 oder 1929 nach Locarno geschickt, dort gefiel es ihm sehr, so beschloss er, seinen Aufenthaltsort ganz in die Schweiz zu verlegen. Zunächst wohnte er in Orselina bei Locarno, dann in Locarno. Seinen Lebensunterhalt bestritt er aus dem Kapital aus dem Verkauf des Verlags und aus dem Verkauf bzw. aus den Mieteinkünften seiner Häuser. Sein Vermögen und seine Einkünfte wurden in Deutschland von seiner ehemaligen Prokuristin Fanny Jakob verwaltet, die bereits seit den frühen 1920er Jahren das Haus in Neubiberg führte und seine „rechte Hand“ war, und Vollmacht für sein Konto besaß. Oskar Schloss ließ sich regelmäßig Geld überweisen. 1941 wurde ihr die Verfügungsgewalt entzogen, Oskar Schloss verlor sein gesamtes Vermögen in Deutschland.
Auch nach 1933 fuhr Oskar Schloss des Öfteren nach Deutschland, obwohl sein Pass auf Verlangen der schweizerischen Fremdenpolizei mit einem großen roten J gestempelt war. Er war nach wie vor deutscher Staatsbürger mit Aufenthalts- und Arbeitsgenehmigung in der Schweiz. Nachdem Deutschland ihm die Staatsbürgerschaft entzogen hatte, war er als staatenloser Ausländer in der Schweiz geduldet. Mit den Schweizer Behörden in Basel und Locarno stand er auf gutem Fuß.

### Buch- und Kunsthändler
Um seine wirtschaftliche Existenz zu sichern, baute er 1939 in Basel die Buch- und Kunsthandlung La Librairie du Château d'Art auf, in Locarno firmierte er unter Libreria Castello d'Arte (beides Buchhandlung zum Schloss der Kunst, ein Wortspiel mit seinem Namen). Er war Händler und Sammler von Stichen, Kunstblättern und Skulpturen.
Am 12. Februar 1945 starb er unerwartet an einer Koronarthrombose, bestattet wurde er auf dem Friedhof von Orselina.

## Bleibendes
Neben seiner Tätigkeit als Buch- und Kunsthändler und Verleger buddhistischer Schriften hat Osklar Schloss bleibende Spuren hinterlassen.

### Fondation Beyeler
Die Buch- und Kunsthandlung war angesehen wegen der Qualität der angebotenen Werke und wegen ihrer erlesenen Bestände. Sie bot Literatur, Philosophie, Inkunabeln, Originalausgaben, Graphiken und Zeichnungen an.
Die junge Aushilfe seiner Buch- und Kunsthandlung, der Student Ernst Beyeler, übernahm von den Erben im Dezember 1945 das Geschäft mit seinen wertvollen Beständen mit der finanziellen Starthilfe seiner zukünftigen Frau Hilda „Hildy“ Kunz, stellte aber bald den Buchhandel ein. Das Geschäft wurde von ihm 1952 umbenannt zur Galerie Beyeler und führte schließlich zur Fondation Beyeler, einem der wichtigsten und schönsten Kunstmuseen der Welt, in Riehen bei Basel.

### Straßen- und Waldnamen in Neubiberg
In der Anfangszeit von Neubiberg vergaben die grundbesitzenden Landwirte aus Unterbiberg die Straßennamen, dabei verwendeten sie ihre Familien- oder Hofnamen. Davon gibt es zwei Ausnahmen.
Zur Erschließung der 1927 errichteten Wohnhäuser trat Oskar Schloss eine dafür vorbereitete Straße an die Gemeinde ab mit der Bitte, diese als Schlossgartenstraße (wieder ein Wortspiel mit seinem Namen) zu benennen. Dieser Bitte wurde stattgegeben. Die Straße wurde 1933 umbenannt in Rosenbergstraße, 1945 in Spechtstraße.
Über die Benennung der Schopenhauerstraße gibt es keinen Beleg. Nördlich dieser Straße ist das von Oskar Schloss 1915 erworbene große Grundstück gelegen. Der Name der Straße kann kaum anders als auf einen Wunsch von ihm zurückgehen. Nördlich unmittelbar an das Grundstück angrenzend befindet sich der Schopenhauer Wald, auch dieser Name kann kaum anders als auf Oskar Schloss zurückgehen.

### Akademie für Tierschutz
Die Prokuristin von Oskar Schloss, Fanny Jakob, hatte Adolf Hempel geheiratet, ihren Kollegen im Verlag. Dieser überließ testamentarisch dem Deutschen Tierschutzbund ein großes Grundstück in Neubiberg, auf dem dieser die Akademie für Tierschutz errichtete. Der Tierschutzbund vergibt nach Satzung alle zwei Jahre den Adolf-Hempel-Jugendtierschutzpreis.
Das Grundstück gehörte Oskar Schloss, es liegt westlich gegenüber dem Grundstück, auf dem Oskar Schloss bis 1927 Wohnhäuser errichten ließ. Es wird wie diese durch die heutige Spechtstraße erschlossen. Vermutlich hat Oskar Schloss das Grundstück Fanny Jakob für ihre Dienste überlassen.